# 8070 DeMeo
8070 DeMeo è un asteroide della fascia principale. Scoperto nel 1981, presenta un'orbita caratterizzata da un semiasse maggiore pari a 2,7567740 UA e da un'eccentricità di 0,2531236, inclinata di 2,64209° rispetto all'eclittica.